# Tatort: Alles kommt zurück
Alles kommt zurück ist ein Fernsehfilm aus der Krimireihe Tatort. Der vom Norddeutschen Rundfunk produzierte Beitrag ist die 1183. Tatort-Folge und wurde am 26. Dezember 2021 im SRF und im Ersten ausgestrahlt. Kriminalhauptkommissarin Charlotte Lindholm ermittelt in ihrem 29. Fall.

## Handlung
Charlotte Lindholm fährt privat von Göttingen nach Hamburg, um sich dort im Hotel Atlantic heimlich mit einem „James“ zu treffen, den sie bisher nur aus einem gemeinsamen Chat kennt. In der Hotelbar trinkt sie zunächst einen Wodka und trifft dabei eine Gruppe von Doppelgängern des Rockstars Udo Lindenberg, die im Hotel an einem Treffen teilnehmen. Als Lindholm die auf „James“ gebuchte Suite des Luxushotels betritt, findet sie einen erstochenen Mann im Bett vor. Im Badezimmer sieht sie eine mit Blut verschmierte junge Frau, die sofort die Flucht ergreift, während Lindholm einem Geräusch folgt, auf dem Flur allerdings nur einen Udo-Lindenberg-Doppelgänger davonlaufen sieht. Als die Kripo die Situation untersucht, ist Lindholm für die Ermittelnden, Kommissarin Jana Zimmermann und Kommissar Ruben Delfgau, zunächst tatverdächtig, zumal in Lindholms Tasche ein blutverschmiertes Messer gefunden wird. Ein Medizin-Fläschchen, das unter einem Tischchen liegt, nimmt Zimmermann unbemerkt an sich.
Lindholm findet heraus, dass „James“ im wahren Leben Roy Schöne hieß und in Hamburg eine Karaoke-Bar auf dem Kiez betreibt. In Roys Bar trifft Lindholm, die auf eigene Faust ermittelt, auf Kommissar Delfgau. Dieser vermutet, dass jemand Lindholm eine Falle gestellt hat. Unterdessen wird Zimmermann von Schönes Vater, einem reichen Immobilien-Unternehmer, instruiert, das Verbrechen als Raubmord zu den Akten zu legen. Sie lässt daraufhin das Fläschchen in einem Abfallbehälter verschwinden.
Delfgau erhält den Sektionsbericht, aus dem hervorgeht, dass der Tote wohl im Schlaf ermordet wurde. Als Lindholm ihn in der Hotelbar auf das Medizin-Fläschchen anspricht, erkennen beide, dass es sehr wahrscheinlich unterschlagen wurde. Eine entsprechende Information eines Barmannes, dass der Kiez „seine Leute“ auch bei der Polizei hat, nährt diesen Verdacht. Eine junge Frau versetzt Delfgaus Glas Whiskey mit K.-o.-Tropfen. Als Delfgau bewusstlos zusammenbricht, kann Lindholm noch rechtzeitig einen Rettungswagen rufen.
Delfgau und Lindholm stoßen auf Jonas Holdt, den Sohn eines Verdächtigen, der Suizid begangen hatte, nachdem Lindholm ihn wegen eines nicht begründeten Verdachts verhaftet hatte. Holdt will sich dafür an Lindholm rächen. Außerdem ermitteln die Kommissare, dass vor einem Jahr eine Prostituierte an einer Überdosis Rauschgift, die Roy Schöne ihr verabreicht hatte, starb. Deren Zwillingsschwester hat ein starkes Motiv, sich an Roy Schöne zu rächen. Mit Holdt zusammen hatte sie Schöne ermordet und den Verdacht auf Lindholm gelenkt.
Die Polizei verhaftet Kommissarin Zimmermann und die Zwillingsschwester sowie – nach einem Showdown im Hotel – auch Holdt.

## Hintergrund
Der Film wurde vom 9. April 2021 bis zum 10. Mai 2021 in Hamburg gedreht. Hauptdrehort war das Hotel Atlantic an der Außenalster.

## Rezeption

### Einschaltquoten
Die Erstausstrahlung von Alles kommt zurück am 26. Dezember 2021 wurde in Deutschland von 6,72 Millionen Zuschauern gesehen und erreichte einen Marktanteil von 22,1 % für Das Erste. Der Kriminalfilm konnte sich damit mit gut 3,2 % Vorsprung gegen die gleichzeitig ausgestrahlte Traumschifffolge „Schweden“ mit 5,76 Millionen Zuschauern durchsetzen.

### Kritiken
Für tittelbach.tv wertete Martina Kalweit: „In seinem ‚Tatort‘-Debüt begleitet Detlev Buck Kommissarin Lindholm (Maria Furtwängler) filmisch elegant durch die Hölle.“ Der Film „verquickt das Erbe eines früheren Falls mit einem vertuschten Verbrechen in Hamburg. Vor der Kamera tummeln sich skurrile Gestalten, unter denen Buck selbst noch der amüsanteste Vogel ist. Dazu nuschelt Udo Lindenberg als prominentes Aushängeschild ein paar Sätze, über die wahrscheinlich nur Lindholm ins Grübeln gerät. Auf den ersten Blick schmeckt alles ein wenig nach den Fällen von Kollege Murot, auf den zweiten sind die Mängel unübersehbar. Statt originelle Dialoge und einer Geschichte hinter der Geschichte serviert der Norden jedoch nur ein wenig Panik auf der Titanic & noch weniger dahinter.“
Holger Gertz von der Süddeutschen Zeitung merkte an: „Dieser Weihnachts-‚Tatort‘ vom NDR ist ein bisschen wie Cosmos New York. […] Tolle Bilder. Tolle Namen. Aber reicht das? Wer die Nummernrevue mag, dem könnte ‚Alles kommt zurück‘ gefallen. Wer allerdings die Hoffnung noch nicht aufgegeben hat, der Tatort möge Geschichten erzählen, die auch mal weniger experimentell sind, dafür aber aufgehen – dem wird das Stück hier nicht viel sagen.“
Beim Spiegel kritisierte Christian Buß: „Eierlikör-Exzess beim Dreh? Dieser ‚Tatort‘ wirkt, als hätten die Verantwortlichen einen Filmriss gehabt – und den gerissenen Film dann unter Zuhilfenahme der scheußlichsten Momente des Achtzigerjahre-Arthouse-Kinos und von Achtzigerjahre-Musikvideos wieder zusammengeleimt.“
Mike Powelz schrieb in der Goldenen Kamera: „Dieser Weihnachts- ‚Tatort‘ fährt wirklich viel auf. Ob er für die Zuschauer auch zur gelungenen Überraschung wird, bleibt trotzdem fraglich: Zu verwirrend ist die Handlung, zu wenig in den Fall integriert das Udo-Lindenberg-Doppelgänger-Casting, zu selten der echte Udo zu sehen. Er tritt lediglich dreimal kurz auf, wobei er zweimal Songs promotet. Dieser ‚Tatort‘ mag künstlerisch wertvoll und ästhetisch anspruchsvoll sein, inhaltlich ist er weder spannend noch fesselnd. Mehr Schein als Sein.“
Die tz kommt zu einer lobenden Empfehlung des Tatorts: „Deshalb lohnt sich das Anschauen – Nach 90 Minuten darf man mit Udo Lindenberg, der in diesem Tatort Gaststar ist, sagen: Alles klar auf der Andrea Doria!“. Detlev Buck zeige auch die verletzliche Seite der Kommissarin, setze auf Witz und Gefühle und kommt damit zum Ergebnis, „dass der Mix aus Mystery, Krimi, Liebesdrama und Komödie funktioniert, […] dass Buck das alles selbst mit Augenzwinkern zu betrachten scheint. [Es] ist auch eine Hommage an diese faszinierende Hotelwelt, in der man nie so recht weiß, was hinter den anderen Türen passiert.“